# Série 59 SNCB
La série 59, à l'origine type 201 est un type de locomotive diesel de la Société nationale des chemins de fer belges (SNCB) formant avec trois autres séries 52, 53 et 54 également construites au cours des années 1950 la première génération de la SNCB. Elles ont été conçues et assemblées par Cockerill, alors que les caisses ont été fabriquées par Baume & Marpent et les Ateliers Métallurgiques d'Haine-Saint-Pierre.

## Histoire
Après guerre, la SNCB a réceptionné quelques séries de locomotives à vapeur (le type 29 commandé aux États-Unis, les types 25 et 26 fabriquées avec les pièces détachées subsistant dans les usines Belges qui avaient été réquisitionnées pour assembler des "Kriegslok" allemandes).
Toutefois, les États-Unis expérimentaient déjà la traction par moteur thermique, qui s'avérait plus chère à l'achat, mais bien moins chère à exploiter. On passa donc commande au constructeur américain General Motors des séries 52/53/54 pour les lignes accidentées, alors que l'industrie nationale fut sollicitée pour fournir une série de motrices plus légères, dédiées aux lignes de plaine.
Ce furent les locomotives série 201, future série 59 après la renumérotation de 1970. Elles furent donc conçues par Cockerill autour d'un moteur mis au point par Baldwin Locomotive Works et assuraient des services mixtes (trains de voyageurs ou trains de marchandises) jusqu'en 1988, où l’électrification du réseau rendit le parc thermique pléthorique, alors que l'inconfort de leur poste de conduite les poussa plus rapidement vers la sortie.
Les 46 locomotives restantes (les autres ayant été préalablement radiées et démolies à la suite de plusieurs accidents graves au cours de leur carrière) furent radiées des effectifs entre 1986 et 1990.
À la suite du manque d’engins puissants pour assurer les trains de travaux, quelques-unes des locomotives stockées au dépôt de Ronet en attente de démolition seront réactivées et proposées à la SNCF, qui les utilisa à partir de 1991 sur les chantiers de construction de la LGV Nord française, puis elle revinrent en Belgique sur les chantiers des LGV 1&2. En 2002, l'inauguration de l'électrification de l’Athus-Meuse libère les séries 52/53/54, et l'inauguration de la LGV 2 sonnera donc le glas de la série. L'état général des motrices s'étant dégradé par suite de l'entretien minimal durant leur service comme engins de travaux.

## Utilisation
Ces motrices étaient essentiellement mises en ligne au départ des dépôts de Haine-saint-Pierre, Anvers Dam et Merelbeke (près de Gand). Quelques exemplaires ont également été assignées à Kinkempois et Hasselt lors de leur sortie d’usine.

## Caractéristiques

### Livrées[1]
Au cours de leur longue carrière, ces locomotives ont connu plusieurs livrées
- Leur livrée d’origine, très particulière, utilisait deux tons de vert séparés par un double liseré jaune qui se rejoignait en diagonale sur les faces avant avec un grand motif en forme d’étoile
- À l’occasion de l'Expo 58, la 201.001 revêtit une livrée particulière à deux tons de vert, majoritairement vert foncé avec des doubles liserés jaunes s’arrondissant au niveau des extrémités et un grand logo SNCB sur les faces avant
- À partir des années 1960, une livrée, plus simple, fut adoptée avec une caisse vert foncé ornée d’une simple bande jaune sur les flancs et d’une moustache jaune sur les faces avant
- Ces locomotives porteront de nombreuses variantes de la livrée "Vert 1970". La quasi-totalité recevra alors des doubles phares ce qui entraînera un changement du motif des faces avant. Une partie gardera cette livrée verte jusqu'à la fin de leur carrière.
- Dès la fin des années 1970, elles seront progressivement repeintes en livrée jaune. Il existera plusieurs variantes car les premières avaient une très large bande verte sur les flancs alors que celles repeintes plus tardivement auront une bande moins large descendant moins bas.

## Matériel préservé
- La SNCB a sauvegardé les 5917 et 5910. Cette dernière a été remise en état d’origine (livrée à deux tons de vert et étoile jaune sur les faces d'about). En 2022, elle est en attente de nouveaux essieux. L’autre, préservée à la fin de son service sur la LGV2, roule en livrée vert 1970.
- La société de travaux de voie italienne Gleismac a acquis la 5933 qui fut finalement mise à la ferraille en 2003[2].
- L’association exploitant le chemin de fer touristique de la Vennbahn a sauvegardé la 5922 (en livrée jaune) et la 5930 (portant la livrée verte spéciale utilisée sur la 201.001 à l'occasion de l'Expo 58). À la suite de la faillite de cette association, ces machines ont été acquises par un particulier, responsable de l'association Eisenbahnfreunde-Grenzland. Mi 2014, la 5922 a été rachetée et se trouve au Chemin de fer à vapeur Termonde - Puers (SDP) qui l'a restaurée en profondeur jusqu'en 2022, alors que la 201.030 - en trop mauvais état -   a été mise à la ferraille.
- Le SDP/BVS a initialement conservé la 5927 qu'elle a cédée au PFT en 1993. Elle a été repeinte en livrée intermédiaire avec "moustaches" de la fin des années 1960 mais n'est pas roulante. Cette association conserve également la 5941 (rénovée en livrée "verte 1970" avec feux simples d’un côté et doubles de l’autre), qui a été régulièrement engagée sur des trains touristiques par l'association jusqu'en 2015 environ).